# Apogon quadrisquamatus
Apogon quadrisquamatus is een  straalvinnige vissensoort uit de familie van kardinaalbaarzen (Apogonidae). De wetenschappelijke naam van de soort is voor het eerst geldig gepubliceerd in 1934 door Longley.